# Клуб Максима Шацких
Клуб Максима Шацких — символический клуб иностранных футболистов, забивших за карьеру 50 и более голов за украинские команды на высшем уровне. Клуб назван именем Максима Шацких, узбекистанского футболиста Динамо (Киев) и ряда других украинских команд, забившего наибольшее количество мячей среди иностранных футболистов. Узбекистанский форвард большую часть свои голов забил в составе киевской команды «Динамо» — 142, из общих 171. Шацких был первым среди иностранных футболистов, забившим 100 мячей на высшем уровне за украинские команды. Сотый гол был забит 23 ноября 2004 года в домашнем матче группового турнира Лиги чемпионов между «Динамо» и римской «Ромой», тогда на 82-й минуте игры второй мяч в ворота «жёлто-красных», забитый Шацких, стал для него юбилейным, а динамовцы победили римлян со счётом — 2:0.
Клуб основан 18 июля 2010 года спортивным журналистом Виктором Хохлюком с согласия Максима Шацких.

## Регламент
1. Право на вступление в Клуб имеют футболисты:

1.1 Забившие за свою карьеру, на высшем клубном уровне не менее 50 голов за футбольные команды Украины.

1.2 Имеющие гражданство другой страны, либо граждан Украины, но ранее сыгравших в официальных матчах за сборные других государств (Белькевич, Демченко).
2. Для футболистов, членов Клуба зачисляются забитые голы в следующих соревнованиях:

2.1 Чемпионат (Премьер-лига), Кубок и Суперкубок Украины.

2.2 Лига чемпионов УЕФА (ранее Кубок чемпионов), Лига Европы (Кубок УЕФА) и Кубок обладателей кубков, Суперкубок УЕФА, Кубок Интертото, Межконтинентальный Кубок и Клубный чемпионат Мира.
3. Цель Клуба бомбардиров — легионеров:

3.1 Сохранить для истории украинского футбола лучших бомбардиров — легионеров украинских клубов (воспитанников футбола других государств), чемпионатов Украины прошлого века и бомбардиров нынешнего поколения.
4. Название Клуба бомбардиров-легионеров:

4.1 В честь узбекского футболиста Максима Шацких, который первым забил 100 мячей, выступая в официальных турнирах за команды Украины среди футболистов-легионеров.

4.2 18 июля 2010 года, Максим Шацких в устной форме разрешил использовать его имя в некоммерческих целях, в данном случае — название Клуба бомбардиров его имени за выдающиеся достижения на футбольных полях за клубы Украины.

## Публикации Клуба Максима Шацких
Продолжительное время материалы о бомбардирском Клубе подготавливались его автором Виктором Хохлюком и публиковались на сайте информационного агентства Спорт Украины, однако, с июня 2014 года материалов об иностранных бомбардирах на Украине не стало.
На официальном сайте киевского «Динамо»: В 2010-м году его именем был назван бомбардирский Клуб Максима Шацких, созданный для футболистов-легионеров украинских команд, о чём сообщается на официальном сайте гранда украинского футбола Динамо (Киев).
20 июля 2017 года в интервью изданию Спорт Узбекистана, легендарный нападающий Максим Шацких рассказал о создании бомбардирского Клуба для легионеров в украинских командах: 

…В июле 2010 года. Я тогда за киевский «Арсенал» уже играл. Помню, жара стояла неимоверная. Где-то в тени под кондиционером спрятаться, а мы в Луганске матч чемпионата против местной «Зари» играли. Победили. Я с пенальти забил в конце встречи. Луганчане неплохо смотрелись, но мы то поопытнее, посыграннее… После встречи мы давали интервью местным журналистам, один из них, с запоминающейся фамилией Хохлюк — после ряда вопросов немного обескуражил меня, предложив мне создать Клуб бомбардиров-легионеров и назвать его моим именем. Но, конечно, он мне детально всё изложил и рассказал о данном бомбардирском проекте. Я был тогда и сейчас не против, ведь это хорошая футбольная задумка.— «Sports.uz». 20 июля 2017 года.

## Члены клуба
На 8 ноября 2024 года
Полужирным шрифтом отмечены действующие игроки, выступающие за украинские команды.
| #     | Гражданство      | Имя                | Чемпионат | Кубок | Еврокубки | Всего |
| ----- | ---------------- | ------------------ | --------- | ----- | --------- | ----- |
| 1     | Флаг Узбекистана | Максим Шацких      | 124       | 24    | 23        | 171   |
| 2     | Флаг Бразилии    | Луис Адриано       | 77        | 16    | 32        | 125   |
| 3     | Флаг Бразилии    | Брандао            | 65        | 11    | 15        | 91    |
| 4     | Флаг Бразилии    | Алекс Тейшейра     | 67        | 10    | 12        | 89    |
| 5     | Флаг Бразилии    | Тайсон             | 50        | 7     | 18        | 75    |
| 6     | Флаг Грузии      | Васил Гигиадзе     | 61        | 10    | 3         | 74    |
| 7     | Флаг Бразилии    | Диого Ринкон       | 46        | 13    | 12        | 71    |
| 8     | Флаг Беларуси    | Валентин Белькевич | 51        | 9     | 9         | 69    |
| 9-10  | Флаг Нигерии     | Лаки Идахор        | 54        | 7     | 3         | 64    |
| 9-10  | Флаг Бразилии    | Жадсон             | 41        | 6     | 17        | 64    |
| 11-12 | Флаг Грузии      | Георгий Деметрадзе | 52        | 8     | 3         | 63    |
| 11-12 | Флаг Грузии      | Автандил Капанадзе | 57        | 6     | 0         | 63    |
| 13    | Флаг Армении     | Генрих Мхитарян    | 50        | 5     | 6         | 61    |
| 14-15 | Флаг Бразилии    | Клейтон Шавьер     | 46        | 2     | 11        | 59    |
| 14-15 | Флаг Аргентины   | Факундо Феррейра   | 43        | 8     | 8         | 59    |
| 16    | /                | Эдуардо да Силва   | 38        | 10    | 9         | 57    |
| 17    | Флаг Нигерии     | Джулиус Агахова    | 35        | 10    | 10        | 55    |
| 18    | Флаг Бразилии    | Фернандиньо        | 31        | 9     | 13        | 53    |
| 19    | Флаг Хорватии    | Дарио Срна         | 33        | 7     | 10        | 50    |

| # | Гражданство | Имя | Чемпионат | Кубок | Еврокубки | Всего |
| - | ----------- | --- | --------- | ----- | --------- | ----- |